# Jimmy Choo
Chu Ngưỡng Kiệt (giản thể: 周仰杰; phồn thể: 周仰傑; bính âm: Zhōu Yǎngjié; Việt bính: zau1 joeng5 git6) hay được biết đến với tên tiếng Anh là Jimmy Choo (sinh ngày 15 tháng 11 năm 1952) là một nhà thiết kế thời trang người Malaysia gốc Hoa hiện đang sống và làm việc tại Luân Đôn, Vương quốc Liên hiệp Anh và Bắc Ireland. Công ty Jimmy Choo Ltd do ông sáng lập nổi tiếng trên thế giới với các sản phẩm giày và túi xách phụ nữ làm thủ công.

## Tiểu sử
Chu Ngưỡng Kiệt, sinh tại Penang, Malaysia, trong một gia đình thợ làm giày gốc người Khách Gia đến từ huyện Mai, Quảng Đông . Họ của ông là Châu nhưng vì sai chính tả trên giấy khai sinh của mình nên là Chu. Ông đóng đôi giày đầu tiên của ông khi ông 11 tuổi. Ông có lẽ là sinh viên đáng chú ý nhất của trường Cao đẳng Kỹ thuật Cordwainers tại Khu Hackney của Luân Đôn, Anh (nay là một phần của trường Cao đẳng Thời trang London), mà từ đó ông tốt nghiệp vào năm 1983. Choo đã tiết lộ rằng ông đã làm việc bán thời gian tại các nhà hàng và là một nhân viên dọn dẹp vệ sinh tại một nhà máy sản xuất giày để kiếm tiền tài trợ cho việc đại học của mình.
Cửa hàng đầu tiên được khai trương tại London năm 1986. Ông được Vogue giúp đỡ bằng cách đăng dài kì những sản phẩm của ông, làm chiếc cầu nối đưa ông đến với thời trang thế giới. Sau đó, ông được chọn làm người đóng giày cho Công nương Diana. Sau 7 năm, ông làm được 100 chiếc giày cho Công nương.
Ông được tôn vinh với cái tên "Linh hồn của Thời trang châu Á".